# Памятник-бюст Льву Толстому (Казань)
Памятник-бюст Льву Толстому (тат. Лев Толстой һәйкәле) — первый памятник, установленный в Казани великому русскому писателю (1949). Лев Толстой прожил в городе шесть лет (1841—1847) — в детском и юношеском возрасте, и даже проучился два с половиной года, правда, не очень успешно, в Казанском университете. Авторы памятника-бюста Льву Толстому — ленинградский скульптор Вениамин Пинчук и архитектор В. В. Кривошеина. Данный памятник является объектом культурного наследия регионального значения (Постановление Совета Министров Татарской АССР от 30 октября 1959 года № 5911).

## Территориальное расположение
Памятник-бюст Льву Толстому находится в Вахитовском районе Казани, в сквере Толстого, который расположен на улице, названной именем писателя. Скульптура установлена в центре круглой площадки, являющейся композиционным центром сквера. 

## Описание
Памятник представляет собой бронзовый бюст Льва Толстого высотой 1,1 м, установленный на гранитный постамент высотой 2,25 м.

Бюст великого русского писателя… отличается глубиной и выразительностью образного решения. Голова слегка повёрнута вправо. Высокий, чуть нахмуренный лоб, сосредоточенный взгляд, внутренний динамизм образа как бы фиксируют движение мысли Л. Н. Толстого. Прямоугольный постамент чёрного полированного гранита возвышается на слегка обработанной гранитной глыбе основания неправильной формы. На лицевой части постамента вырублена факсимильная надпись: «Лев Толстой».— Новицкий А. И.

## История
Памятник-бюст Льву Толстому был установлен в 1949 году на улице, которая с 1929 года носит имя писателя. В месте, где был установлен памятник, в том же 1949 году был разбит сквер площадью 0,5 га, названный в честь Толстого.     
Появление в этом месте памятника великому русскому писателю было не случайным. Рядом находится дом Киселевского (ул. Большая Красная, 68), в котором Лев Толстой жил в 1845—1846 годах. Также вблизи этого места находится здание бывшего Родионовского института благородных девиц (ул. Толстого, 14), в котором училась сестра Толстого Мария и куда Лев Николаевич ходил на балы. 
В ряде интернет-публикаций распространяется версия о том, что памятник-бюст Льву Толстому был установлен якобы на средства неизвестной почитательницы, но это не более чем красивая легенда, придуманная для привлечения внимания туристов. В реальности бюст Льва Толстого, как и бюсты Карла Маркса (1949) и Максима Горького (1950), были изготовлены по заказу Молотовского райисполкома г. Казани.   
В 2023 году памятник-бюст Льву Толстому был отреставрирован.